# 奇幻之书

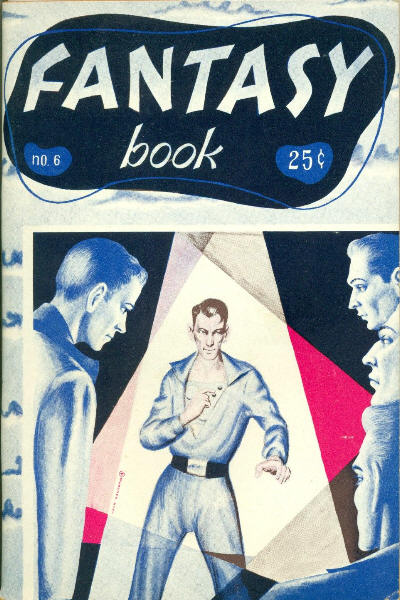
杰克·高恩绘制的第六期杂志封面，这也是高恩售出的首张职业画作。

《奇幻之书》（英語：Fantasy Book）是1947至1951年奇幻出版公司共发行八期的半专业美国科幻杂志，公司业主威廉·列维·克劳福德亲自主编。杂志经营困难重重，不但销路不畅，克劳福德的资金也不足，难以保障纸张和插画品质，但他还是获得多位名作家支持，如艾萨克·阿西莫夫、弗雷德里克·波尔、范·沃格特、罗伯特·布洛克和L·罗恩·贺伯特。《奇幻之书》第六期刊登考德怀纳·史密斯发表的第一部作品《徒劳的斯坎纳》，该文是全部八期杂志中最富盛名的小说，之后收入首本科幻名人堂文集，如今公认为史密斯的代表作。第六期杂志的封面是杰克·高恩发表的第一幅职业画作，同样以史密斯的小说为主题。

## 出版史
| | 一  | 二  | 三 | 四 | 五 | 六 | 七  | 八 | 九 | 十  | 十一 | 十二 |
| 1947 |     |     |    |    |    |    | 1/1 |    |    |     |      |      |
| 1948 |     | 1/2 |    |    |    |    | 1/3 |    |    |     | 1/4  |      |
| 1949 |     |     |    |    |    |    | 1/5 |    |    |     |      |      |
| 1950 | 1/6 |     |    |    |    |    |     |    |    | 2/1 |      |      |
| 1951 | 2/2 |     |    |    |    |    |     |    |    |     |      |      |
| 《奇幻之书》出版详细信息，表格最左侧是年份，上方是月份，其他数字代 表“卷号/期数”，杂志上只标明发行年份，月份信息取自参考书目。 |     |     |    |    |    |    |     |    |    |     |      |      |

1926年，首本纯科幻杂志《惊人故事》（Amazing Stories）面世，到了20世纪30年代中期，科幻纸浆杂志已经红极一时。1933年，宾夕法尼亚州科幻爱好者威廉·克劳福德（William L. Crawford）创办半专业科幻杂志《非比寻常的故事》（Unusual Stories），然后又在第二年创办《惊奇故事》（Marvel Tales）。两本杂志持续发行的时间都不长，销量也不广，但克劳福德还是同知名作家建立合作关系，如克利福德·西马克（Clifford D. Simak）、舒勒·米勒（P. Schuyler Miller）和约翰·温德姆（John Wyndham）。第二次世界大战结束后，已迁居洛杉矶的克劳福特创立奇幻出版公司（Fantasy Publishing Company, Inc.），并在1947年推出的《奇幻之书》。杂志主编加勒特·福特（Garret Ford）实际上是克劳福特和夫人玛格丽特（Margaret）的化名，另有部分杂志编辑工作由福雷斯特·J·阿克曼（Forrest J Ackerman）承担。
1947年创刊号杂志印刷时，克劳福德合作的经销商已经停业，只能另觅他径销售手头的一千本杂志。克劳福德想到的办法是争取读者订阅，同时联系专业经销商。由于经费有限，杂志纸张品质难以保证，克劳福德决定第二期采用两种纸质印刷，一种是书籍品质纸张，定价35美分，另一种为廉价纸，定价25美分，其中第二种是为报摊销售准备，两者的封面图案也不一样。第三和第四期同样有两种封面，价格差距也一样。《奇幻之书》从第三期起改为文摘杂志尺寸，声称此举或许会对部分收藏爱好者带来不便，但他别无选择，因为只有这样才能把杂志继续办下去。
克劳福德在第四期杂志表示，他一直没能找到可靠的全国范围经销商。余下的杂志除第六期改为小文摘尺寸外，其他均保持文摘尺寸。1951年1月，杂志第八期面世后停刊。

## 内容和评价

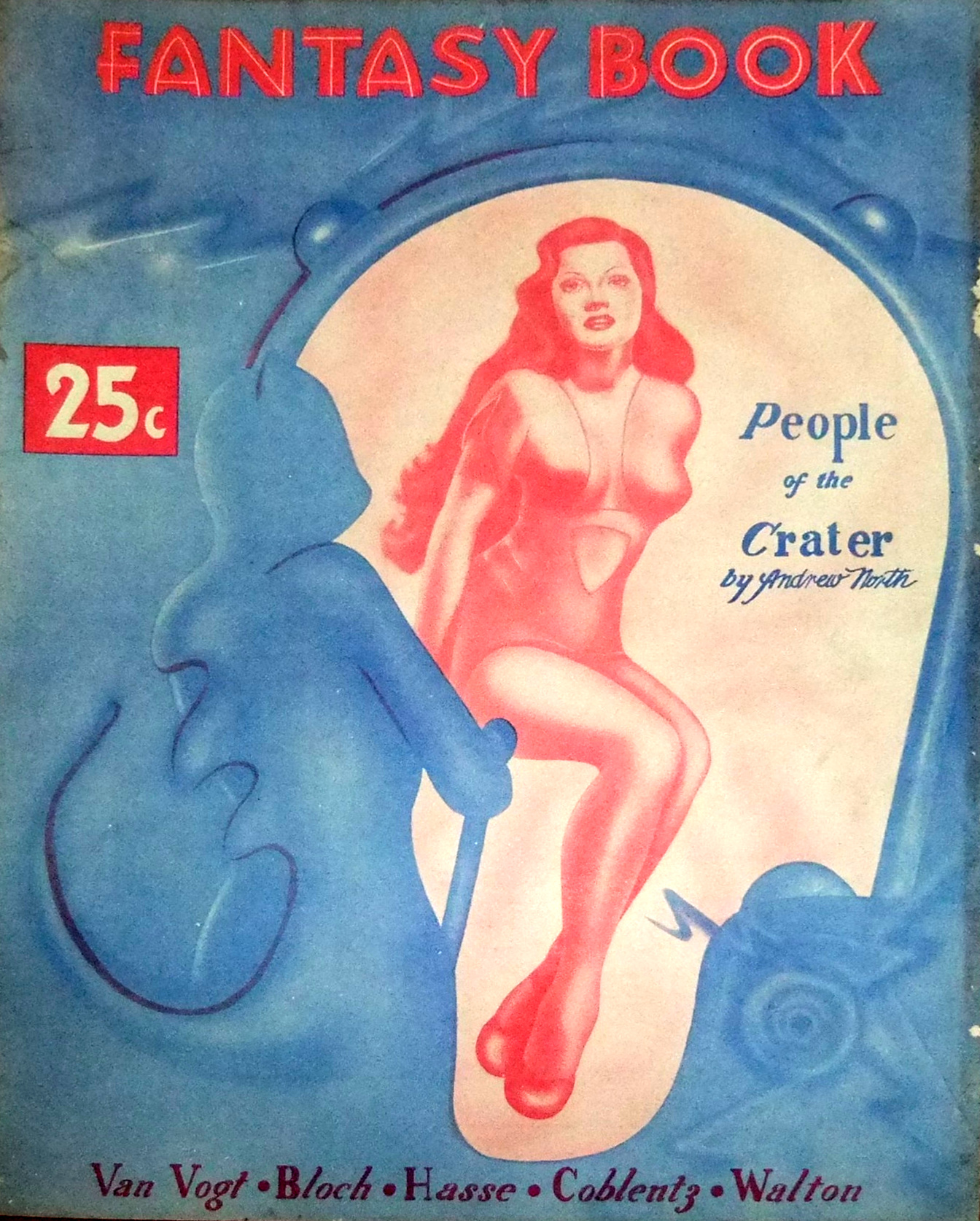
《奇幻之书》创刊号封面

克劳福德经营《惊奇故事》期间买下的部分小说到杂志停刊仍未出版，所以十余年后的《奇幻之书》创刊号就能直接动用“库存”，安德烈·诺顿（Andre Norton）署化名“安德鲁·诺斯”（Andrew North）的作品《火山口的人》（People of the Crater）便是其一。这期还登有范·沃格特的小说《卡塔阿》（The Cataaaa），以及罗伯特·布洛克1935年在《非比寻常的故事》首发的《黑莲花》（The Black Lotus）。克罗福特预算有限，承担不起杂志插画的费用，但他还是说服查尔斯·麦克努特（Charles McNutt）——之后以查尔斯·博蒙特之名走红——为创刊号绘制插图。科幻史学家温迪·鲍斯菲尔德（Wendy Bousfield）觉得这些原创画作极其亮眼，同时认为创刊号在全部八期《奇幻之书》中最富艺术吸引力。
第二和第三期杂志的高质量纸张“豪华版”封面由劳拉·克罗泽蒂（Lora Crozetti）创作，但科幻史学家迈克·阿什利（Mike Ashley）评价不佳，鲍斯菲尔德也认为两张封面“笔触粗糙且毫无灵感”。两期都刊有范·沃格特的小说，分别是《黑暗之舟》（The Ship of Darkness）和《大法官》（The Great Judge），费斯托斯·普拉涅尔（Festus Pragnell）的《机器神明的笑》（The Machine-God Laughs）从第二期开始连载，共分三期。第四期开始连载埃里克·坦普尔·贝尔以化名约翰·泰恩（John Taine）创作的《黑色金鱼》（Black Goldfish），共分两期。鲍斯菲尔德对这两部连载作品评价不佳，觉得这是《神奇之书》中比较乏味的小说。第七期杂志开始第三部连载作品，默里·伦斯特（Murray Leinster）的《巴库特之旅》（Journey to Barkut），但到杂志停刊也未完成，之后全文刊登在1952年的《触目惊心的故事》（Startling Stories）上。
戴尼提（山达基前身）创始人L·罗恩·贺伯特创作的《巫师之役》（Battle of the Wizards）在第五期杂志亮相，第六期也有两篇名作，分别是艾萨克·阿西莫夫与弗雷德里克·波尔使用化名“詹姆斯·麦克克莱”（James MacCreigh）创作的《地铁上的小个子》（The Little Man on the Subway），以及考德怀纳·史密斯的《徒劳的斯坎纳》（Scanners Live in Vain），两篇小说此前都曾被其他杂志退稿。阿西莫夫将波尔的初稿修改后于1941年向《未知》（Unknown）投稿，但被约翰·W·坎贝尔退回；考德怀纳·史密斯是亚洲政治学教授兼军事顾问保罗·莱恩巴格（Paul A. Linebarger）的化名，他在数年前根据自己的心理学知识写出《徒劳的斯坎纳》并向当时业界领先的科幻杂志投稿，但同样被退稿。《徒劳的斯坎纳》是史密斯发表的第一部小说，如今已是科幻经典，科幻文学评论家约翰·克卢特（John Clute）认为这是史密斯的代表作，波尔甚至认为该文很可能是《奇幻之书》流传后世的根本原因。
1970年，美国科幻作家协会投票选出科幻名人堂文集，《徒劳的斯坎纳》榜上有名。第六期杂志的封面是杰克·高恩（Jack Gaughan）发表的第一幅职业画作，同样以史密斯的小说为主题，鲍斯菲尔德认为这是全部八期杂志中唯一“堪称杰出”的封面。
科幻文学评论员马尔科姆·爱德华兹（Malcolm Edwards）和彼得·尼科尔斯（Peter Nicholls）认为，《奇幻之书》“整体而言毫无特色而且品质也不稳定”，但阿什利认为这类小型出版社发行的杂志让许多无法通过其他途径发表的小说与读者见面，对科幻文学颇具贡献。

## 书目详细信息
《奇幻之书》由洛杉矶奇幻出版公司发行，共八期，主编加勒特·福特实际上是克劳福特夫妇的化名。前两期杂志规格30.5*23.5厘米，均为44页，之后改为文摘杂志尺寸，但第六期为缩小版。第三、四期杂志有68页，第五期84页，第六期112页，最后两期82页。单价除三期“豪华版”为35美分外，其他均是25美分。
有两本文集全部或绝大多数内容摘自《奇幻之书》。一本是1949年克劳福德匿名主编，并通过旗下格里芬出版社（Griffin Publishing）发行的《机器神明的笑》，其中除普拉涅尔的同名原著外还有另外两篇《奇幻之书》的小说。1953年，克劳福德夫妇再度使用化名加勒特·福特主编并通过旗下另一间出版公司推出《科学和巫术》（Science and Sorcery），全书15篇小说中有九篇选自《奇幻之书》。

## 脚注
1. ↑  SFE3SPZ.
2. 1 2 3 4 5  Bousfield (1985), p. 264.
3. 1 2 3 4 5 6 7  Ashley (2000), p. 212.
4. 1 2  fantasy book.
5. 1 2  fantasy book 2.
6. 1 2  Bousfield (1985), p. 258.
7. ↑  Bousfield (1985), p. 261.
8. 1 2  Bousfield (1985), p. 262.
9. ↑  Ashley & Contento (1995), p. 122.
10. 1 2 3 4  Bousfield (1985), p. 259.
11. 1 2  Ashley (2000), p. 213.
12. ↑  Cordwainer Smith.
13. ↑  pohl196612.
14. ↑  Nebula Anthologies.
15. ↑  Hall of Fame.
16. ↑  Ashley (2000), pp. 212–213.
17. 1 2  Bousfield (1985), p. 263.
18. ↑  William Crawford.